# Tollaslabda a 2019. évi Európa-játékokon
A 2019. évi Európa-játékokon a tollaslabdában összesen 5 versenyszámot rendeztek. A tollaslabda versenyszámait június 24. és 30. között tartották.

## Éremtáblázat
|    | Ország               | Arany | Ezüst | Bronz | Összesen |
| 1. | Nagy-Britannia (GBR) | 2     | 3     | 0     | 5        |
| 2. | Dánia (DEN)          | 2     | 1     | 1     | 4        |
| 3. | Hollandia (NED)      | 1     | 0     | 1     | 2        |
| 4. | Franciaország (FRA)  | 0     | 1     | 2     | 3        |
| 5. | Oroszország (RUS)    | 0     | 0     | 3     | 3        |
| 6. | Észtország (EST)     | 0     | 0     | 1     | 1        |
| 6. | Írország (IRL)       | 0     | 0     | 1     | 1        |
| 6. | Izrael (ISR)         | 0     | 0     | 1     | 1        |

## Érmesek

### Férfi
| versenyszám | arany                                                       | ezüst                                               | bronz                                                |
| Egyes       | Anders Antonsen · Dánia (DEN)                               | Brice Leverdez · Franciaország (FRA)                | Misha Zilberman · Izrael (ISR)                       |
| Egyes       | Anders Antonsen · Dánia (DEN)                               | Brice Leverdez · Franciaország (FRA)                | Raul Must · Észtország (EST)                         |
| Páros       | Nagy-Britannia (GBR) · Christopher Langridge · Marcus Ellis | Dánia (DEN) · Anders Skaarup Rasmussen · Kim Astrup | Oroszország (RUS) · Vlagyimir Ivanov · Ivan Szozonov |
| Páros       | Nagy-Britannia (GBR) · Christopher Langridge · Marcus Ellis | Dánia (DEN) · Anders Skaarup Rasmussen · Kim Astrup | Hollandia (NED) · Jelle Maas · Robin Tabeling        |

### Női
| versenyszám | arany                                         | ezüst                                             | bronz                                                      |
| Egyes       | Mia Blichfeldt · Dánia (DEN)                  | Kirsty Glimour · Nagy-Britannia (GBR)             | Line Kjærsfeldt · Dánia (DEN)                              |
| Egyes       | Mia Blichfeldt · Dánia (DEN)                  | Kirsty Glimour · Nagy-Britannia (GBR)             | Jevgenyija Koszeckaja · Oroszország (RUS)                  |
| Páros       | Hollandia (NED) · Cheryl Seinen · Selena Piek | Nagy-Britannia (GBR) · Lauren Smith · Chloe Birch | Oroszország (RUS) · Jekatyerina Bolotova · Alina Davletova |
| Páros       | Hollandia (NED) · Cheryl Seinen · Selena Piek | Nagy-Britannia (GBR) · Lauren Smith · Chloe Birch | Franciaország (FRA) · Emilie Lefel · Anne Tran             |

### Vegyes
| versenyszám | arany                                              | ezüst                                                  | bronz                                                |
| Páros       | Nagy-Britannia (GBR) · Lauren Smith · Marcus Ellis | Nagy-Britannia (GBR) · Gabrielle Adcock · Chris Adcock | Franciaország (FRA) · Delphine Delrue · Thom Gicquel |
| Páros       | Nagy-Britannia (GBR) · Lauren Smith · Marcus Ellis | Nagy-Britannia (GBR) · Gabrielle Adcock · Chris Adcock | Írország (IRL) · Samuel Magee · Chloe Magee          |